# طافر (كائن حي)

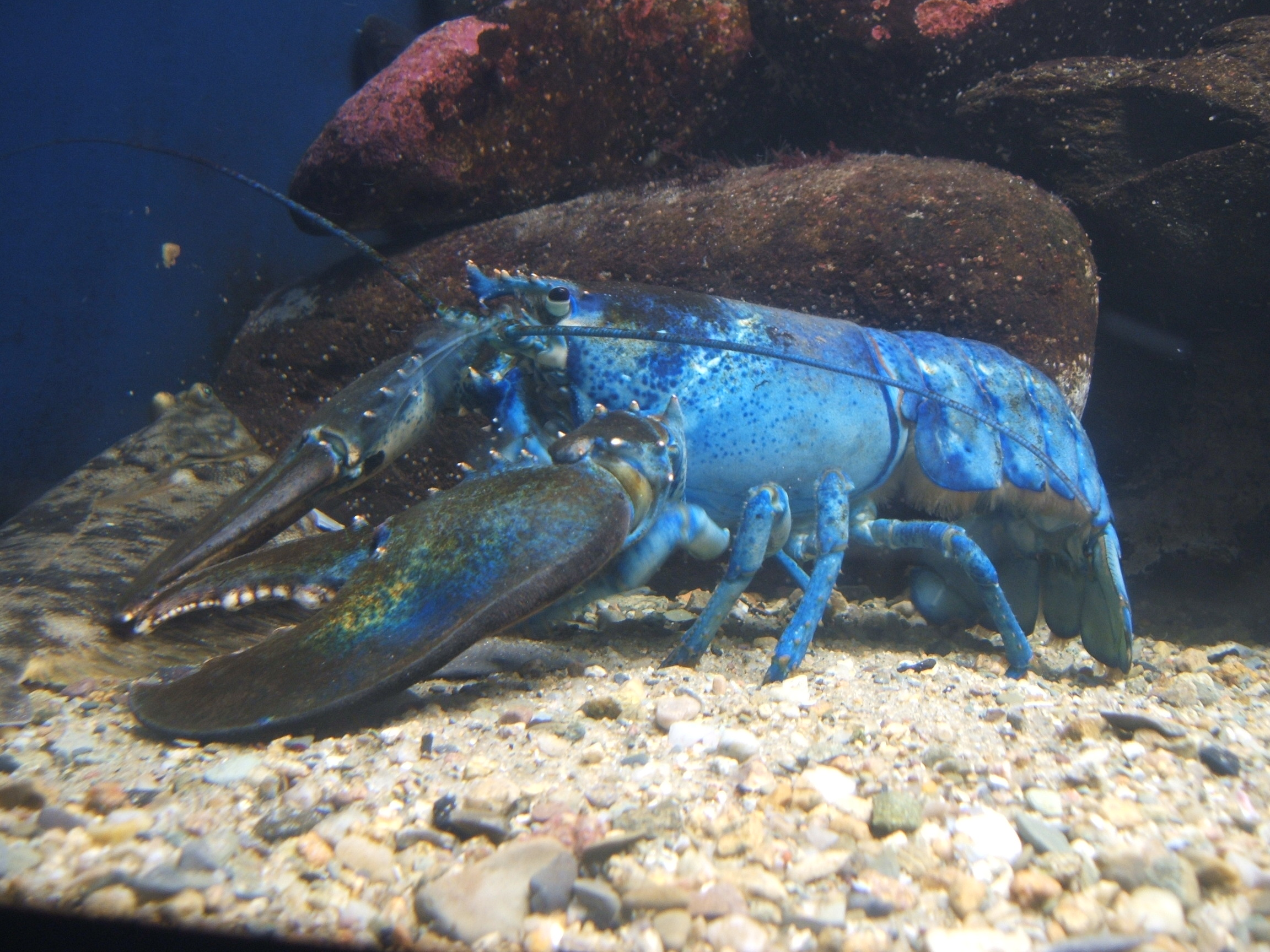
السلطعون الأمريكي الأزرق هو مثال على الكائن الطافر.

في علم الأحياء وعلم الوراثة بشكل خاص، الطافر هو كائن حي أو شخصية وراثية جديدة تنجم أو تنتج عن حالة طفرة، وهو تغيير في تسلسل الحمض النووي الريبوزي منقوص الأكسجين (DNA) لجين أو كروموسوم كائن حي. يعد حدوث الطفرات الجينية الطبيعية جزءًا لا يتجزأ من عملية التطور. تعتبر دراسة الكائنات الطافرة جزءًا لا يتجزأ من علم الأحياء. من خلال فهم تأثير حدوث طفرة في الجين، من الممكن تحديد الوظيفة الطبيعية لهذا الجين.

## ايتيمولوجيا
على الرغم من أن كل الطفرات ليس لها تأثير ظاهري ملحوظ، إلا أن الاستخدام الشائع لكلمة «طافر» هو عادة مصطلح تحقير يستخدم فقط للطفرات الواضحة جينيا أو المظهر الظاهري. في السابق، استخدم الناس كلمة «الرياضة» (المتعلقة بالطفرة) للإشارة إلى العينات غير الطبيعية. الاستخدام العلمي هو أوسع، مشيرا إلى أي كائن حي يختلف عن النوع البري.
لا ينبغي الخلط بين المسوخات والكائنات الحية المولودة بالتشوهات النمائية، والتي تسببها أخطاء أثناء التكون. في حالة غير طبيعية من النمو، لم يتغير الحامض النووي للكائن الحي ولا يمكن نقل الشذوذ إلى ذرية. التوائم الملتصقة هي نتيجة التشوهات التنموية.
تسمى المواد الكيميائية التي تسبب تشوهات النمو «مسخنات»؛ هذه قد تسبب أيضا طفرات، ولكن تأثيرها على التنمية لا يرتبط بالطفرات. تسمى المواد الكيميائية التي تحفز الطفرات مطفرات. تعتبر معظم المطفرات أيضا موادًا مسرطنة.

## طالع ايضًا
- التطور
- هندسة وراثية
- كائنات معدلة وراثيا